# América a medianoche
América a medianoche o America di notte es una película en colores, coproducción de Argentina, Brasil, Francia e Italia, dirigida por Giuseppe Maria Scotese y Carlos Alberto de Souza Barros sobre el guion de Giuseppe Maria Scotese, Max Favalelli y Ernesto Guida que se estrenó el 1 de noviembre de 1961 y que tuvo como protagonistas a Elizeth Cardoso, Ellen de Lima, Lionel Hampton, Carlos Machado, Ângela Maria, Jean Morais, Mariano Mores, Miriam Rony y Silveira Sampaio.

## Sinopsis
La vida nocturna y las principales atracciones en varios países de América.

## Producción
Fue filmada en Bahía, Buenos Aires, Brasilia, Caracas, Ciudad de México, Cuba, Las Vegas, Nueva York, Puerto España, Reno, Río de Janeiro, San Francisco, Isla Trinidad y Venezuela.
En Argentina la censura cortó escenas como las de un strip-tease, a una bailarina en una copa de champaña y a la pareja de bailarines de Ámbar La Fox y Maurín.

## Reparto
- Elizeth Cardoso
- Ellen de Lima
- Lionel Hampton
- Carlos Machado
- Ângela Maria
- Michelle
- Jean Morais
- Mariano Mores
- Miriam Rony
- Silveira Sampaio
- Marly Tavares
- Nathália Timberg

## Comentarios
La Prensa dijo en su crónica:

”El valor de la realización radica en el esfuerzo material que significa filmar en casi todos los países americanos, para dar al espectador una imagen fiel de los mejores y más curiosos espectáculos.”

En el mismo diario una nota firmada por J.H.S. declaraba:

”La calificación debiera ser: no aguantable para mayores de 14 años.”